# ABSD-1
USS ABSD-1 (später USS AFDB-1 und USS Artisan (AFDB-1)) war ein mobiles, zehnteiliges Schwimmdock der United States Navy. Es wurde 1943 in Dienst gestellt und wurde während des Zweiten Weltkriegs und des Koreakriegs auf vorgeschobenen Stützpunkten zur Reparatur von Schiffen eingesetzt, 1986 erfolgte dann die Außerdienststellung.

## Geschichte
Die zehn Sektionen des Docks wurden 1942 und 1943 bei Everett Shipbuilding Co., Everett, Washington, der Chicago Bridge & Iron Company, Eureka, Kalifornien, Pollack-Stockton Shipbuilding Co., Stockton, Kalifornien, und Chicago Bridge & Iron Co., Morgan City, Louisiana, gefertigt. Die offizielle Indienststellung als USS ABSD-1 (Advanced Base Sectional Dock) erfolgte am 10. Mai 1943 in Everett, Washington, unter dem Kommando von Captain Andrew R. Mack. Die zwei an der Golfküste gefertigten Segmente verließen im Konvoi am 14. Juli 1943 Morgan City und trafen am 24. September in Espiritu Santo ein, die acht an der Westküste gefertigten Sektionen verließen San Francisco am 28. August und trafen am 2. Oktober am Ziel ein. Ende Oktober wurde mit dem Zusammenbau begonnen, dabei kam es am 2. November 1943 zu einem Unfall, als eine Sektion sank und 13 Besatzungsmitglieder in den Tod riss. Ende 1943 wurde das Dock als achtteiliges Dock in Dienst gestellt, im April 1944 wurde die neunte Sektion zusammen mit einer Sektion des baugleichen Docks ABSD-2 zur Komplettierung von ABSD-1 verwendet.
Bis Mitte April 1945 blieb das Dock in den Neuen Hebriden, dann wurde der Befehl erteilt, es zu demontieren und nach Leyte zu verlegen. Anfang Juni war das Dock demontiert, am 23. Juni wurden die ersten sechs Sektionen nach Samar geschleppt, die übrigen vier folgten am 7. Juli. Am 27. Juli trafen die ersten Sektionen in der Manicani-Bucht ein, wo drei Tage später mit dem Aufbau begonnen wurde. Die übrigen Sektionen kamen am 2. August an, Mitte September war das Dock wieder einsatzbereit. Am 28. Februar 1946 wurden die letzten Schiffe ausgedockt, danach wurde mit den Vorbereitungen für die erste Außerdienststellung begonnen, die am 31. März 1946 stattfand.
Die Segmente des Docks verblieben in den Philippinen, im August 1946 erfolgte die Umklassifizierung zum „large auxiliary floating drydock“ (AFBD). Im November 1946 wurden die Sektionen nach Pearl Harbor geschleppt, wo sie in der Reserveflotte verblieben. Nach fünf Jahren außer Dienst erfolgte am 2. Juni 1951 die erneute Indienststellung, diesmal unter dem Kommando von Captain O. J. Stien. Das Dock wurde nach Guam geschleppt, wo es als Verstärkung für die Basis in der Nähe des Koreakriegs diente. Im Januar 1955 wurde das Dock erneut außer Dienst gestellt. 1970 wurden fünf Sektionen zur United States Naval Base Subic Bay, wo sie als Reparaturdock dienten. 1979 erhielt das Dock den Namen Artisan. Es blieb 16 Jahre im Einsatz, im Oktober erfolgte dann die Außerdienststellung und die Streichung aus den Schiffsregistern der Marine. Am 1. März 1987 wurde der Name jedoch wieder in die Register aufgenommen. Vier Sektionen wurden 1987 zur Verschrottung verkauft, eine weitere als Zielschiff versenkt. Zwei Sektionen liegen in der Reserveflotte in Pearl Harbor, zwei weitere (Sektion C und D) befinden sich noch im aktiven Dienst.